# Бернард Д'Абрера
Бернард д'Абрера (англ. Bernard d’Abrera; (28 серпня 1940 , Мельбурн і Велика Британія  — 13 січня 2017 , Мельбурн )) — австралійський ентомолог і систематик, філософ науки. Один з найвідоміших у світі фахівців з лускокрилих (метеликів), автор численних книг про лускокрилих.

## Біографія
Бернард д'Абрера закінчив Університет Нового Південного Уельсу у Сіднеї, Австралія. Під час навчання, у 1964 році, був серед групи студентів, які задля розіграшу викрали крокодила з зоопарку Таронга. У той час як вісімдесят студентів загородили вольєр живим щитом, тварину захопили у мішок і винесли через турнікети. Крокодила повернули до зоопарку після сплати викупу у розмірі 100 фунтів стерлінгів.
У 1965 році д'Абрера отримав ступінь бакалавра мистецтв за подвійно спеціалізацією — «Історія і філософія науки» та «Історія». Також має диплом викладача, отриманий в Мельбурні у 1972 році.
Д'Абрера більше ніж сорок років займається фотографуванням метеликів по всьому світу, а також збиранням і внесенням їх описів у каталоги.
У 1978 році науковець допоміг викрити мережу контрабандистів у Папуа Новій Гвінеї, яка займалась нелегальним збутом на чорному ринку рідкісних видів метеликів, які надалі переправлялись за кордон. Ця незаконна торгівля, за приблизними оцінками, приносила її власникам прибуток щонайменше 200 000 доларів щороку.
У 1982 році д'Абрера разом з дружиною заснував видавничий дім «Lucilla Hill House Publishers» в Мельбурні й Лондоні, для того, щоб публікувати, зокрема, свої власні праці. У 1987 році «Hill House» запустив проект видання антикварного факсиміле творів вікторіанського орнітолога Джона Гульда, в основі якого покладена колекція лондонського Музею природничої історії. Сьогодні «Hill House» також видає автентичні факсиміле документів, старовинні гравюри і мапи.
З 1982 року д'Абрера виступав з відкритою критикою теорії еволюції.

## Критика
Артур Шапіро, ентомолог і еволюційний біолог з Каліфорнійського університету в Девісі, звертає увагу на поганий стиль написання, а також нісенітниці й помилки, що зустрічаються у книгах д'Абрера, але відзначає, що цим виданням як визначникам екзотичних видів метеликів фактично на теперішній момент немає заміни.

## Види, названі на його честь
На честь Бернарда д'Абрера були названі декілька видів лускокрилих:
- Parantica dabrerai з Сулавесі. Підродина данаїди[10]
- Gnathothlibus dabrera з Сулавесі. Родина бражникові[11]